# Jadwigów (Płock)
Pour les articles homonymes, voir Jadwigów.
Jadwigów (prononciation : [jadˈviɡuf]) est un village polonais de la gmina de Gąbin dans le powiat de Płock de la voïvodie de Mazovie dans le centre-est de la Pologne.
Il se situe à environ 5 kilomètres au sudd-est de Gąbin (siège de la gmina), 21 kilomètres au sud de Płock (siège du powiat) et à 86 kilomètres à l'ouest de Varsovie (capitale de la Pologne).
Le village compte approximativement une population de 110 habitants en 2006.

## Histoire
De 1975 à 1998, le village appartenait administrativement à la voïvodie de Płock.